# The Pigs Are Alright
The Pigs Are Alright je posledním vydaným EP české kapely I Like You Hysteric. Bylo vydáno 11. 11. 2011 a pokřtěno 10. 12. 2011 v pražském klubu Chapeau Rouge. EP bylo nahráno ve studiu GM a hudební režii měl na starost Martin Roženek. V balení jsou přiloženy mini pastelky.

## Seznam skladeb
1. Commodore 64 - 05:13
2. Skyskrapers (blueprints & 8-bits symphonies) - 05:27
3. I.C.O. - 04:12